# Malo Krušince
Malo Krušince (cyr. Мало Крушинце) – wieś w Serbii, w okręgu rasińskim, w mieście Kruševac. W 2011 roku liczyła 128 mieszkańców.